# Черепашки-ніндзя (мультсеріал, 2012) (3 сезон)
Третій сезон мультсеріалу « Черепашки-ніндзя » виходив в ефір на каналі Nickelodeon у США з 3 жовтня 2014 року по 27 вересня 2015 року та в Росії з 31 січня по 22 листопада 2015 року.

## Історія створення
26 лютого 2013 року Nickelodeon замовив третій сезон Черепашок-ніндзя .
Сет Грін почав озвучувати Леонардо на початку 3 сезону.  . Також актрису Розанну Барр, яка озвучує Головного Кренга, замінила Рейчел Батера. Френка Велкера, який озвучував у першому сезоні Лікаря Роквелла, замінив Томас Кенні .

## Акторський склад

### Головні ролі
- Сет Грін - Леонардо (26 серій)
- Шон Астін - Рафаель (26 серій)
- Грег Сайпс - Мікеланджело (26 серій)
- Роб Полсен - Донателло (26 серій)

### Повторювані ролі
- Мей Вітман - Ейпріл О'Ніл, Чарівниця (24 серії)
- Джош Пек - Кейсі Джонс (18 серій)
- Хун Лі — Хамато Йоші / Сплінтер, Майстер Юта (14 серій)
- Кевін Майкл Річардсон - Ороку Сакі / Шреддер, Чингіз (11 серій)
- Браян Блум[en] - Крогнард, Дон Візіосо (10 серій)
- Ерік Бауза[en] - Тигриний Коготь, Хан, Близнюки Фульчі (8 серій)
- Фред Татаскьор[en] - Іван Стеранко / Рокстеді (7 серій)
- Скотт Менвілль - Спуч (6 серій)
- Дж.Б.Смув - Антон Зек / Бібоп (6 серій)
- Кленсі Браун - Рахзар (5 серій)
- Томас Кенні - Доктор Тайлер Роквелл (5 серій)
- Філ ЛаМарр - Стокман-Муха (5 серій)
- Крістіан Ланц - Саблезуб (5 серій)
- Пітер Лурі[en] - Кожеголовий (5 серій)
- Нолан Норт - Кренгі, Бішоп (5 серій)
- Корі Фельдман - Слеш (5 серій)
- Келлі Ху - Караї (4 серії)
- А.Дж. Баклі[en] — Голуб Піт (3 серії)
- Гілберт Готфрід — Верховний Кренг (3 серії)
- Ендрю Кішино[en] - Фонг, Сід (3 серії)
- Ешлі Джонсон - Ренет (2 серії)
- Майкл Дорн - Капітан Мозар (2 серії)
- Грант Монінгер - Гарсон Гранж / Макмен, Джо очне яблуко (2 серії)
- Роббі Ріст[en] - Мондо Гекко (2 серії)
- Кері Уолгрен - Джоан Гроді (2 серії)

### Гостьові ролі
- Дідріх Бадер - Велика Нога
- Рейчел Батера - Головний Кренг
- Стівен Блум[en] - Демон Швидкості
- Джессі Вентура - Мисливець Палець
- Рена Джакобс[en] - Місіс О'Ніл / Мама Монстр
- Роберт Інглунд - Жахливий Бобер, Страшний Бобер
- Джон Кассир - Темний Бобер, Бобер Дейв
- Моріс ЛаМарш - Атілла, Распутін
- Грем Мактавіш - Саванті Ромеро
- Джим Мескімен - Карлос Чанг О'Брайн Гамбе
- Білл Мослі[en] - Берні
- Міна Нодзі[en] - Тан Шень
- Джим Піддок[en] - Лорд Саунтреніус
- Кассандра Петерсон - Міс Кемпбелл
- Кіт Сілверштейн[en] - Кірбі О'Ніл
- Саб Симоно[en] - Муракамі.
- Девід Теннант - Фугітоїд
- Роберт Форстер - Джек Куртцман
- Джон Хідер - Напалеон Бонажаб
- Ленс Хенріксен - Зог

## Епізоди
| № Загальний | № у сезоні | Назва серії                                                          | Режисер                                                    | Автор сценарія                                       | Прем'єра в США         | вироб. код | Глядачі США (мільйони) |
| --- | ---------- | -------------------------------------------------------------------- | ---------------------------------------------------------- | ---------------------------------------------------- | ---------------------- | ---------- | ---------------------- |
| 53 | 1          | «Within the Woods» «В лісі»                                          | Sebastian Montes                                           | Brandon Auman                                        | 3 жовтня 2014 року     | 301        | 1.42                   |
| Черепашки, Ейпріл та Кейсі живуть на фермі родини О'Ніл. Лео приходить до тями. Донні робить мутагенну суміш, яку Лео проливає в лісі. |            |                                                                      |                                                            |                                                      |                        |            |                        |
| 54 | 2          | «A Foot Too Big» «Велика Нога»                                       | Michael Chang                                              | Doug Langdale                                        | 10 жовтня 2014 року    | 302        | 1.31                   |
| Черепашки находят в лесу Йети на которого охотится безумный охотник. |            |                                                                      |                                                            |                                                      |                        |            |                        |
| 55 | 3          | «Buried Secrets» «Поховані секрети»                                  | Alan Wan                                                   | Mark Henry                                           | 17 жовтня 2014 року    | 303        | 1.67                   |
| Під час прибирання команда виявляє потаємний підвал, у якому виявляють занедбаний корабель Кренгів. Усередині вони знаходять маму Ейпріл. |            |                                                                      |                                                            |                                                      |                        |            |                        |
| 56 | 4          | «The Croaking» «Квакання»                                            | Michael Chang                                              | Kevin Burke и Chris "Doc" Wyatt                      | 7 листопада 2014 року  | 304        | 1.47                   |
| Мікі натикається на плем'я жаб-мутантів, які не люблять людей. |            |                                                                      |                                                            |                                                      |                        |            |                        |
| 57 | 5          | «In Dreams» «Уві сні»                                                | Sebastian Montes                                           | Doug Langdale                                        | 14 листопада 2014 року | 305        | 1.35                   |
| Сни черепашок захоплюють бобри, що приснилися. |            |                                                                      |                                                            |                                                      |                        |            |                        |
| 58 | 6          | «Race with the Demon!» «Перегони з Демоном!»                         | Alan Wan                                                   | Gavin Hignight                                       | 21 листопада 2014 року | 306        | 1.74                   |
| На дорозі вирує машина-мутант, якою Кейсі кидає виклик. |            |                                                                      |                                                            |                                                      |                        |            |                        |
| 59 | 7          | «Eyes of the Chimera» «Очі Хімери»                                   | Michael Chang                                              | Greg Weisman                                         | 11 січня 2015 року     | 307        | 1.85                   |
| Мікі, Донні, Рафа та Кейсі викрадає химера. Ейпріл та Лео повинні врятувати друзів. |            |                                                                      |                                                            |                                                      |                        |            |                        |
| 60 | 8          | «Vision Quest» «Пошук видінь»                                        | Sebastian Montes                                           | Todd Casey                                           | 18 січня 2015 року     | 308        | 2.31                   |
| Черепашки вирушають у ліс для возз'єднання з природою. Там вони борються із внутрішніми ворогами. Після повернення вони вирішують повернутися до Нью-Йорка.                                                                                  |            |                                                                      |                                                            |                                                      |                        |            |                        |
| 61 | 9          | «Return to New York» «Повернення в Нью-Йорк»                         | Alan Wan                                                   | Brandon Auman                                        | 25 січня 2015 року     | 309        | 1.85                   |
| Команда повертається до Нью-Йорка, рятують Сплінтера з рук Шреддера та поселяються в піцерії Антоніо. |            |                                                                      |                                                            |                                                      |                        |            |                        |
| 62 | 10         | «Serpent Hunt» «Полювання на змій»                                   | Michael Chang                                              | Randolph Heard                                       | 1 лютого 2015 року     | 310        | 1.57                   |
| Іван Стеранко та Антон Зек викрадають Карай, щоб обміняти її у Шреддера на виїзд із міста. |            |                                                                      |                                                            |                                                      |                        |            |                        |
| 63 | 11         | «The Pig and the Rhino» «Свиня та носоріг»                           | Alan Wan                                                   | Brandon Auman                                        | 8 березня 2015 року    | 311        | 1.81                   |
| Стеранко та Зек мутують у Рокстеді та Бібопа та збираються розправитися з черепахами. |            |                                                                      |                                                            |                                                      |                        |            |                        |
| 64–65 | 12–13      | «Battle for New York» «Битва за Нью-Йорк»                            | Michael Chang (1-а частина) Sebastian Montes (2-а частина) | Brandon Auman (2-а частина) Mark Henry (2-а частина) | 15 березня 2015 року   | 312-313    | 1.78                   |
| Черепашки та команда Мутанімалів, що складається зі Слеша, Кожеголового, Доктора Роквелла та Голубя Піта, збираються врятувати Нью-Йорк від Кренгів.                                                                                         |            |                                                                      |                                                            |                                                      |                        |            |                        |
| 66 | 14         | «Casey Jones vs the Underworld» «Кейсі Джонс проти злочинного світу» | Sebastian Montes                                           | Andrew Robinson                                      | 22 березня 2015 року   | 314        | 1.85                   |
| Кейсі збирається поодинці здолати Шреддера. |            |                                                                      |                                                            |                                                      |                        |            |                        |
| 67 | 15         | «The Noxious Avenger» «Смердючий месник»                             | Alan Wan                                                   | Todd Casey                                           | 26 квітня 2015 року    | 315        | 1.74                   |
| Під час бійки черепах із Бібопом та Рокстеді мутаген потрапляє на сміттяра, який перетворюється на чудовисько зі сміття. |            |                                                                      |                                                            |                                                      |                        |            |                        |
| 68 | 16         | «Clash of the Mutanimals» «Розкол серед Мутанімалів»                 | Michael Chang                                              | Henry Gilroy                                         | 3 травня 2015 року     | 316        | 1.57                   |
| Тигриний кіготь бере в полон Слеша і Лікаря Роквелла, яких Шреддер бере під свій контроль. |            |                                                                      |                                                            |                                                      |                        |            |                        |
| 69 | 17         | «Meet Mondo Gecko» «Зустрічайте — Мондо Гекко!»                      | Sebastian Montes                                           | Kevin Burke и Chris "Doc" Wyatt                      | 10 травня 2015 року    | 317        | 1.80                   |
| Кейсі та Мікі зустрічають мутанта-ящірку Мондо Гекко, який заманює їх у смертельну гонку Шаблезуба на скейтбордах. |            |                                                                      |                                                            |                                                      |                        |            |                        |
| 70 | 18         | «The Deadly Venom» «Смертельна отрута»                               | Alan Wan                                                   | Eugene Son                                           | 17 травня 2015 року    | 318        | 1.70                   |
| Шреддер бере під контроль Карай і наказує їй знищити черепах та Сплінтера. |            |                                                                      |                                                            |                                                      |                        |            |                        |
| 71 | 19         | «Turtles in Time» «Черепашки у часі»                                 | Michael Chang                                              | Randolph Heard                                       | 2 серпня 2015 року     | 319        | 1.65                   |
| Черепахи вирушають у подорож у часі разом із новою подругою Ренет, щоб здолати злісного Саванті Ромеро. |            |                                                                      |                                                            |                                                      |                        |            |                        |
| 72 | 20         | «Tale of the Yokai» «Оповідь про Йокай»                              | Sebastian Montes                                           | Brandon Auman                                        | 9 серпня 2015 року     | 320        | 1.37                   |
| Черепашки потрапляють за часів ворожнечі кланів Хомато і Саки, де їм необхідно не змінити хід історії, щоб не зникнути самим. |            |                                                                      |                                                            |                                                      |                        |            |                        |
| 73 | 21         | «Attack of the Mega Shredder!» «Атака Мега-Шреддера!»                | Alan Wan                                                   | Gavin Hignight                                       | 16 серпня 2015 року    | 321        | 1.78                   |
| Черепашки намагаються врятувати Карай із лап Шреддера. |            |                                                                      |                                                            |                                                      |                        |            |                        |
| 74 | 22         | «The Creeping Doom» «Страшна погибель»                               | Michael Chang                                              | Peter Di Cicco                                       | 23 серпня 2015 року    | 322        | 1.77                   |
| Після того, як Мікеланджело дурів у своїй лабораторії, і не спеціально Донні розбивається його мозок, і навіть воскресив Кріпом і він звільняється.                                                                                          |            |                                                                      |                                                            |                                                      |                        |            |                        |
| 75 | 23         | «The Fourfold Trap» «Пастка для чотирьох»                            | Sebastian Montes                                           | Mark Henry                                           | 13 вересня 2015 року   | 323        | 1.60                   |
| Карай заманює черепах у пастку і катує їх. Сплінтер має врятувати своїх синів. |            |                                                                      |                                                            |                                                      |                        |            |                        |
| 76 | 24         | «Dinosaur Seen in Sewers!» «Динозавра бачили в каналізації!»         | Michael Chang                                              | Todd Casey                                           | 20 вересня 2015 року   | 324        | 1.82                   |
| Трицератон Зог прибуває на Землю з метою знищити Кренгів, що повернулися на неї. |            |                                                                      |                                                            |                                                      |                        |            |                        |
| 77–78 | 25–26      | «Annihilation: Earth!» «Анігіляція: Земля!»                          | Sebastian Montes (1-а частина) Alan Wan (2-а частина)      | Brandon Auman                                        | 27 вересня 2015 року   | 325-326    | 1.43                   |
| ↵Черепашки зустрічають представника раси Утромів Бішопа, який розповідає їм, що Кренгі полагодили Технодром і знову планують вторгнення. Під час вторгнення Кренгів прилітають Трицератон і збираються підірвати Землю, щоб знищити Кренгів. |            |                                                                      |                                                            |                                                      |                        |            |                        |